# Ото III фон Ритберг
Ото III фон Ритберг (на немски: Otto III von Rietberg; * ок. 1264; † 16 октомври 1308, Поатие) от фамилията на графовете на Ритберг, е от 1301 до 1306 г. епископ на Мюнстер. Той е свален, заради искания процес на катедралния капител на Мюнстер с архиепископа на Кьолн.

## Произход и управление
Той е вторият син на граф Фридрих I фон Ритберг († 1282) и съпругата му Беатрикс фон Хорстмар († 1277). Сестра му Аделхайд († 1330/35) е абатеса на „Св. Егиди“ в Мюнстер.
Ото е ученик на катедралното училище в Падерборн. По това време чичо му Ото фон Ритберг е епископ на Падерборн.
Ото е избран за епископ на Мюнстер, но има проблеми с граф Еберхард I фон Марк, който иска епископ да стане абата на Верден Хайнрих I фон Вилденбург. Заради конфликтите на катедралния капител на Мюнстер с архиепископа на Кьолн през 1306 г. Ото е свален от град Мюнстер като епископ и се избира Конрад I фон Берг. Той пътува до Поатие при папа Климент V, който го признава за невиновен и анулира избора на новия епископ Конрад.
Ото умира на 16 октомври 1308 г. в Поатие. След това има слухове, че е отровен.